# المبارزة في الألعاب الأولمبية الصيفية 2024
ستقام منافسات المبارزة في دورة الألعاب الأولمبية الصيفية 2024 في باريس في الفترة من 27 يوليو إلى 4 أغسطس في باحة القصر الكبير .   سيتبارز إجمالي 212 مبارزًا، مع توزيع متساوٍ بين الرجال والسيدات، في اثنتي عشرة فعالية في الألعاب. للمرة الثانية على التوالي، ستشهد باريس 2024 مبارزة الرجال والسيدات ضد بعضهم البعض في الأحداث الفردية والجماعية التي تقام بالأسلحة الثلاثة (سيف الشيش، سيف المبارزة، والسيف العربي). 